# 达维德·巴莱里尼
达维德·巴莱里尼（義大利語：Davide Ballerini，1994年9月21日—），生于坎图，意大利男子自行车运动员。他曾代表意大利参加2019年欧洲运动会自行车比赛，获得男子公路赛金牌。